# IC 5027
IC 5027 ist eine Spiralgalaxie vom Hubble-Typ Sc im Sternbild Indianer am Südsternhimmel. Sie ist schätzungsweise 493 Millionen Lichtjahre von der Milchstraße entfernt und hat einen Durchmesser von etwa 75.000 Lichtjahren. Gemeinsam mit LEDA 409055 bildet sie ein (optisches) Galaxienpaar.
Das Objekt wurde am 17. Mai 1904 vom US-amerikanischen Astronomen Royal Harwood Frost entdeckt.